# Augustin-Jean Fresnel
Augustin-Jean Fresnel (Broglie, 1788. május 10. – Ville-d’Avray, 1827. július 14.) francia fizikus, a Francia Természettudományi Akadémia tagja. Egyike azon 72 tudósnak, akiknek neve szerepel az Eiffel-torony oldalán.

## Életpályája
Bernay mellett született, Normandiában. Mérnöki tanulmányait az École des ponts et chaussées-ban végezte. 9 évig foglalkozott apró mérnöki munkálatokkal. 1815-ben a visszatérő Napóleon ellen induló sereghez csatlakozott, mivel az elűzött Bourbonok híve volt. Ezért Napóleon visszatérte után az állami szolgálatból elbocsátották és felügyelet alá helyezték Nyons-ban. Fresnel első tudományos munkája 1814-ből való, amelyben az állócsillagok évenkénti aberrációjáról szóló magyarázat javításával foglalkozik. Magányában, Nyons-ban, eleinte filozófiai, majd pedig hidraulikus és műszaki kémiai problémákkal foglalkozott; de már 1814-ben felébredt benne a fénytan iránti érdeklődés. 1815–26 között számos híres felfedezést tett az optika terén (pl. a Fresnel-lencse). Azonban ezen időben is nagyon el volt foglalva a legkülönbözőbb hivatali teendőkkel. Mivel nagyobb jövedelemre volt szüksége, hogy a kutatásaihoz elkerülhetetlenül szükséges drága eszközöket megszerezhesse, magára vállalta az École polytechnique-en egy  sok teherrel járó állást (examinator), ami gyenge egészségére nagyon rossz hatással volt; sőt ez a hivatal volt az, amely egészségét teljesen tönkretette. Tudományos kutatásait abbahagyta, minden idejét a francia világítótorony-bizottságban épp akkor elnyert titkári állásával járó számos teendőinek elvégzésére fordította. Nyolc nappal a halála előtt vitte el neki François Arago a Rumford-érmet, amelyet a Royal Societytől kapott. A Francia Természettudományi Akadémia Fresnelt 1823-ban, a Royal Society pedig 1825-ben választotta tagjává. Hivatalában az „Ingenieur en-Chef des Ponts-et-Chaussées” fokot érte el.

## Munkássága

Az Œuvres complètes, 1866

Bár Fresnel csak nagyon rövid ideig élt és csak kevés időt szentelhetett tudományos kutatásainak, mégis sok és világhírű felfedezést tett. Leginkább az optika terén munkálkodott, a Huygens-féle fényelmélet lelkes híve volt és legelőször mutatta ki, hogy az összes fényjelenség magyarázható az elmélettel, még azok is, melyeket Newton elméletével nem lehetett megmagyarázni (ilyen pl. a fény interferenciája). A fény diffrakciójára vonatkozó pályanyertes munkájában kimutatta, hogy a fényinterferencia jelenség intenzitása az általa kidolgozott matematikai elemzéssel (Fresnel-integrál) kiszámítható, ezzel is igazolva Huygens elméletét a fény hullámtermészetére vonatkozóan. Fresnel sokat foglalkozott a polarizált fény interferenciájának kérdésével is. Mémoire sur l’influence de la polarisation dans l'action que le rayons lumineaux exercent les uns sur les autres című munkájában sikerült a reflexió által való polarizáció és a kristályokban fellépő kettőstörés jelensége között a rokonságot kimutatni. Fresnel munkálatai véghezvitele érdekében felvette a kapcsolatot Aragóval; közös munkájuk az új fényelmélet fejlődésére nagy hatással volt. Azáltal, hogy az ismert Fresnel-féle tükörkísérletnél ugyanazon, vagy ellenkező értelemben polarizált fényt alkalmaztak, sikerült bebizonyítaniuk, hogy két polarizált fénysugár, melynek polarizáló síkja egymással párhuzamos, úgy interferál, mint a közönséges fény és két polarizált fénysugár, melynek polarizáló síkja egymásra merőleges, egymással nem interferál, hanem tetszőleges fáziskülönbségnél mindig ugyanazt a fényintenzitást adja. Ebből Fresnel azt a következtetést vonta le, hogy az egymáshoz ellentétes értelemben polarizált fénysugarakban a rezgések egymásra és a sugarak irányára merőlegesek. Ezen keresztrezgések feltételezését azonban nemcsak a többi akkor élő tudós nem akarta elfogadni, hanem még Arago sem, ezért Fresnel a keresztrezgések elméletét kezdetben nem hozta nyilvánosságra, csak később, 1821-ben publikálta azt. Kutatta annak okát is, hogy bizonyos kristályos testek miért törik meg a fénysugarat két nyalábra, amelyek közül csak az egyik szöge felel meg a Descartes-féle törési törvénynek. Ezenkívül Fresnel a rezgések közegének, az „éter”  természetét is vizsgálta. Kimutatta, hogy a fényhullámok a terjedési irányra merőlegesen rezegnek. Ez viszont nagy rugalmasságot követel meg e rejtélyes közegtől.
Munkáit három kötetben a francia kormány adta ki 1866–1870 között.